# Trại tập trung Neuengamme

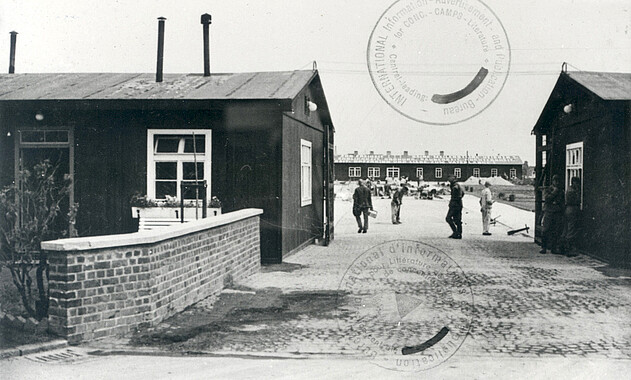
Cổng chính của trại tập trung Neuengamme, Hamburg

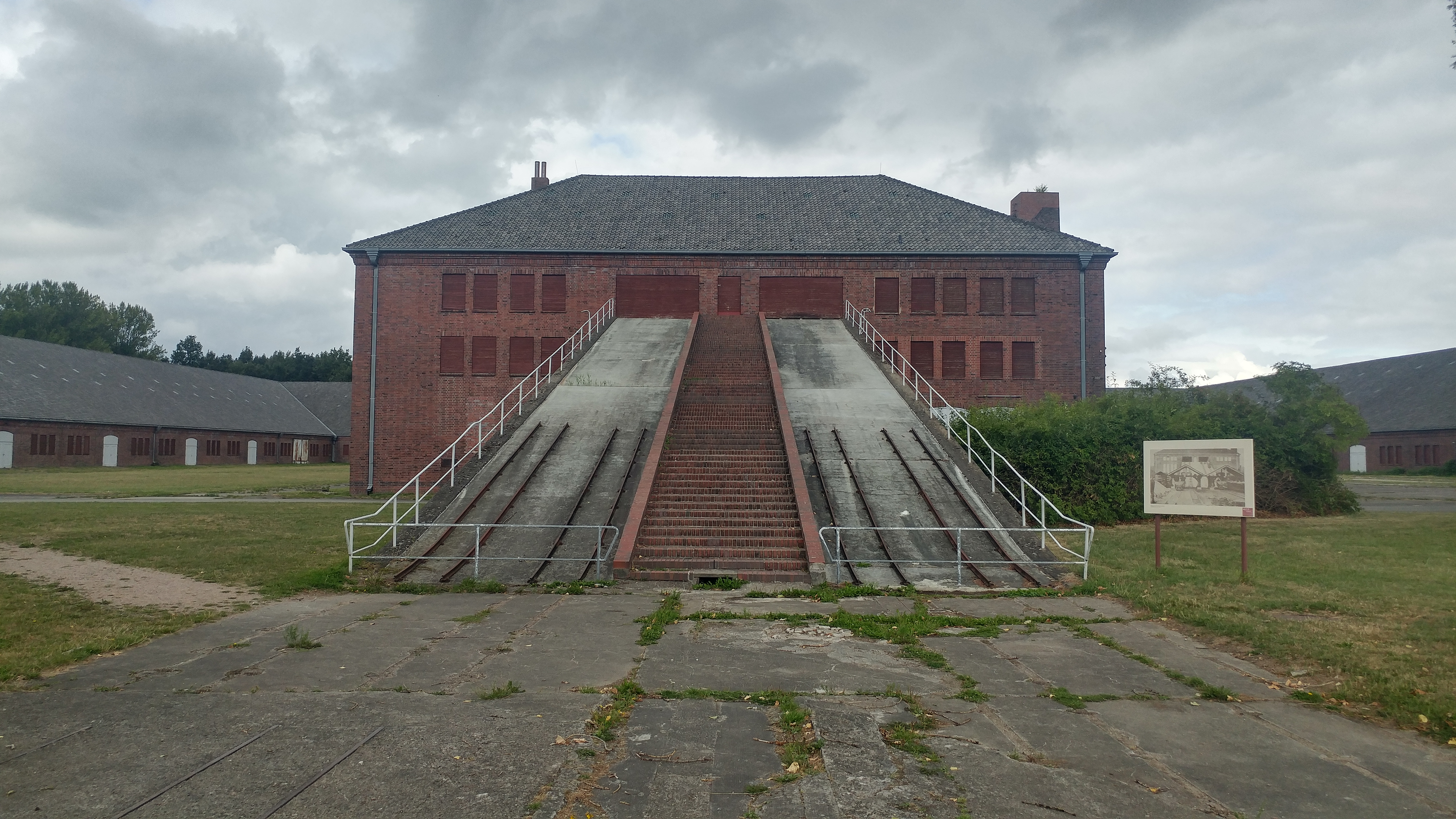
Nhà máy sản xuất gạch - vận hành bởi tù nhân tại Neuengamme, Hamburg

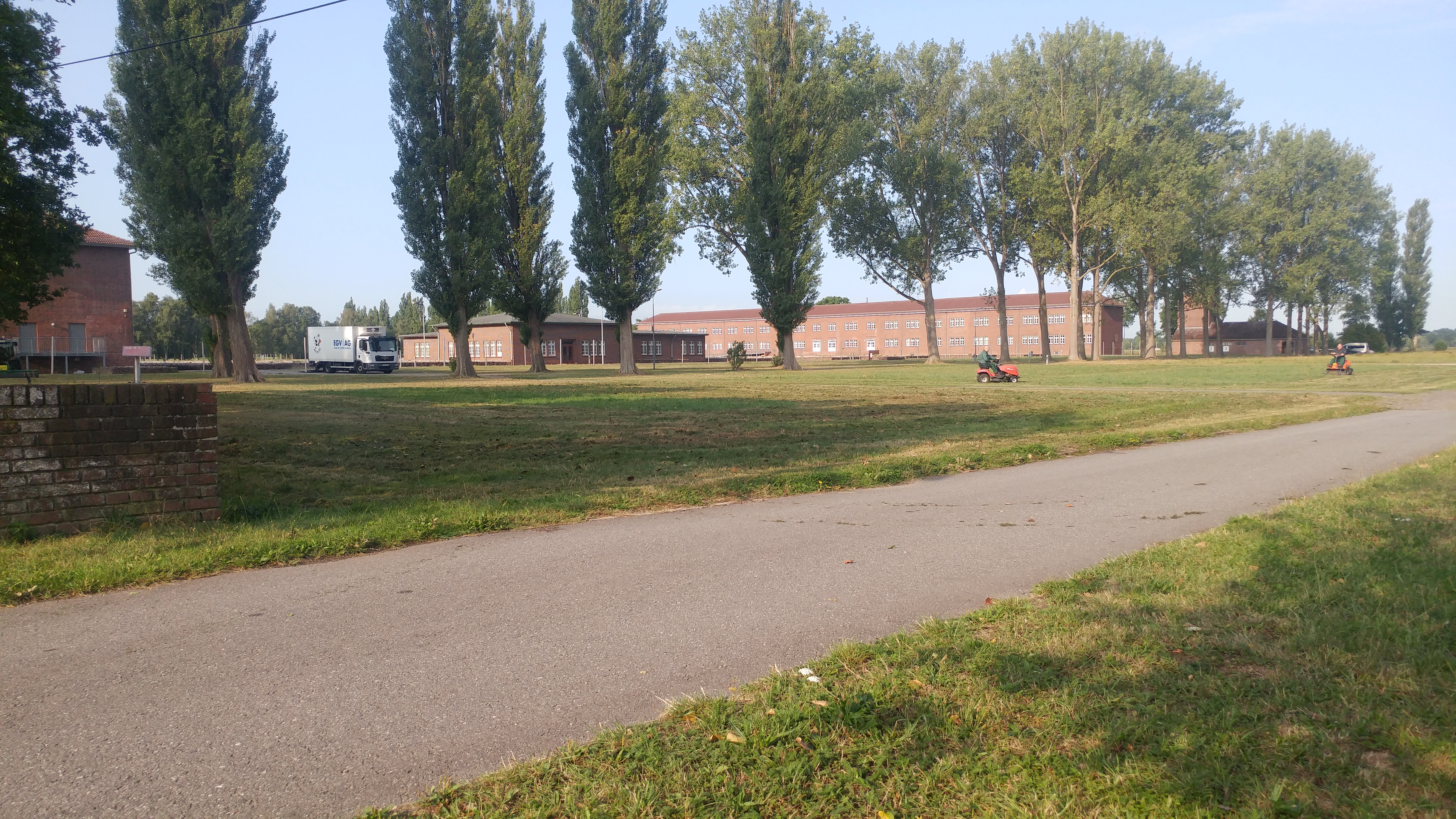
Neuengamme nhìn từ xa

Trại tập trung Neuengamme thuộc mạng lưới trại tập trung và trại hủy diệt Nazi nằm ở phía Bắc Đức, là một trong những trại chính với hơn 85 trại vệ tinh xung quanh. Thành lập 1938 gần ngôi làng Neuengamme, Bergedorf, thuộc thành phố Hamburg. Trại tập trung Neuengamme trở thành trại tập trung lớn nhất vùng tây Bắc Đức thời bấy giờ. Hơn 100,000 tù nhân từng bị giam giữ tại đây và những trại nhỏ xung quanh, 24 người trong số đó là phụ nữ. Số người chết thống kế được lên đến khoảng 42,900, với 14,000 chết tại trại tập trung chính, 12,800 tại các trại vệ tinh và khoảng 16,100 người chết trong cuộc hành quân tử thần và dội boom dữ dội trong suốt tuần cuối cùng của Chiến tranh Thế giới thứ II. Sau thất bại của Đức năm 1945, quân đội Hoàng Gia Anh sử dụng khu vực này thành trại thực tập cho lính SS và các thành viên Nazi và các quan chức Quốc Xã. Năm 1948, Quân đội Anh chuyển đổi vùng đất thành Thành phố Hamburg Hanseatic tự do, điều này nghĩa là phá hủy hoàn toàn các doanh trại tập trungg bằng gỗ và xây vào đó là một dãy nhà giam, chuyển đổi từ trại tập trung thành 2 nhà tù liên bang điều hành bởi chính quyền Hamburg từ 1950 đến 2004. Sau những cuộc biểu tình từ những nạn nhân sống sót và người đồng minh, khu vực trở thành đài tưởng niệm. Ngày nay đài tưởng niệm tọa lạc tại vị trí Đông Bắc các trung tâm Hamburg 15 km.

## Lịch sử

### Sơ lược
Năm 1937, Hitler tuyên bố biến đổi 5 thành phố thành những thành phố Führer  dưới chế độ phát xít, một trong những thành phố đó là Hamburg. Bờ sông Elber của thành phố Hamburg từng được coi là "Cửa ngõ ra thế giới" của Đức nhờ vào cảng Hamburg rộng lớn, xây dựng lại theo phong cách gạch đỏ đặc trưng của Chủ nghĩa Biểu hiện Gạch của Đức.

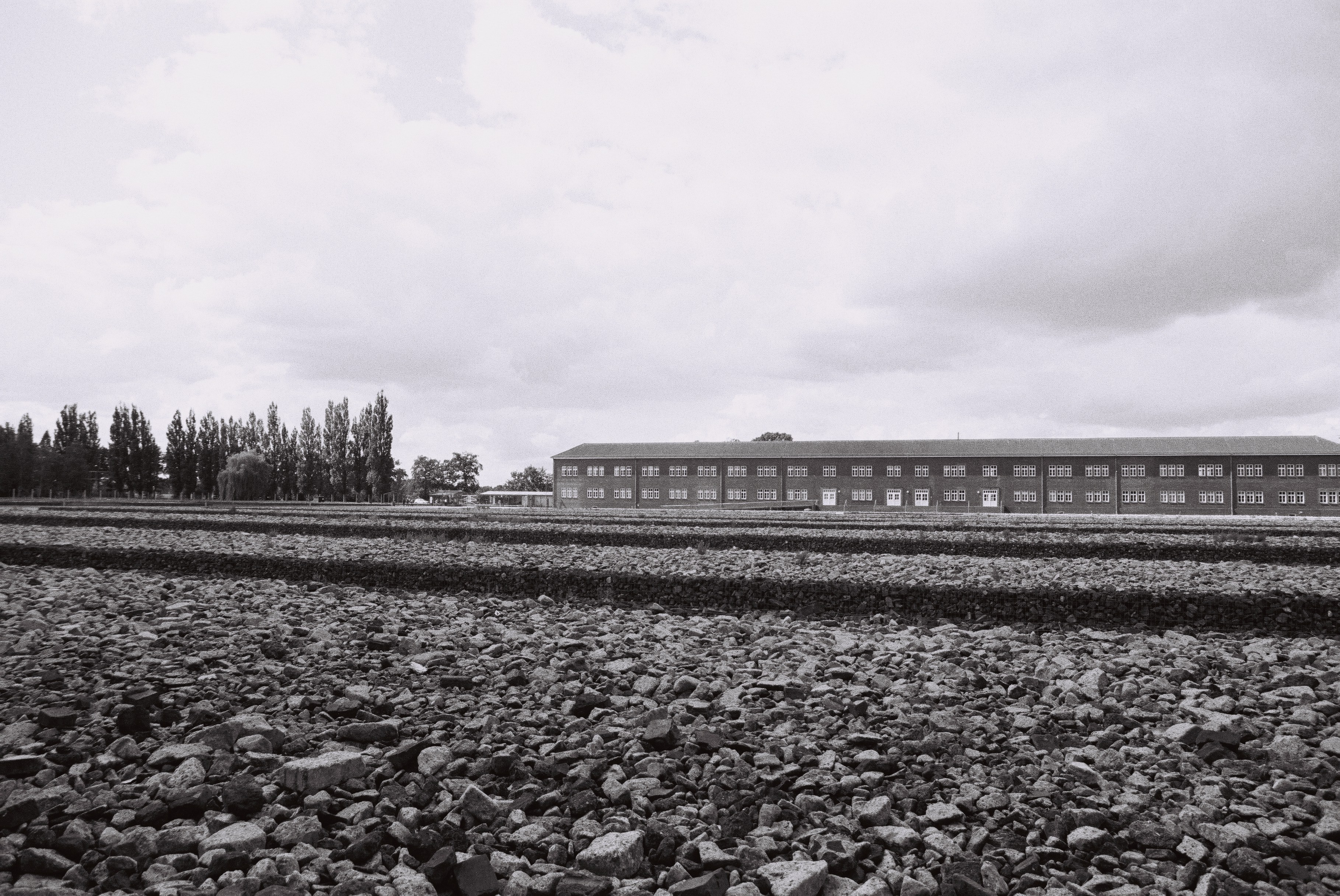
Một góc trại tập trung Neuengamme nhìn bao quát. Chụp bởi tình nguyện viên trại hè SCI - Guadalupe Carrilho - Bồ Đào Nha 2018

Để cung cấp đủ nguồn nguyên liệu gạch, lính SS làm chủ những công ty (German Earth & Stone Works) (tạm dịch: Công ty gạch đá Đức) mua lại một công ty gạch cũ bỏ hoang và một khu đất rộng 500,000 m² ở Neuengamme vào tháng 9 năm 1938.

### Trại tập trung Neuengamme
Lính SS thành lập trại tập trung Neuengamme vào ngày 13 tháng 12 năm 1938 như là một trại con của trai tập trung Sachsenhausen và vận chuyển 100 tù nhân từ  Sachsenhausen để thực hiện xây dựng và vận hành nhà máy gạch.
Tháng 1 năm 1940, Heinrich Himmler viếng thăm địa bàn và quyết định công việc sản xuất nhà máy gạch dưới tiêu chuẩn. Tháng 4 năm 1940, lính SS và thành phố Hamburg kí kết bản hợp đồng nhằm mở rộng khu vực, một nhà máy sản xuất gạch hiện đại hơn, bao gồm cả hệ thống kênh đào kết nối và nguồn cung cấp gạch trực tiếp từ nhà máy cũng như nguồn nhân lực từ tù nhân giúp cho các công việc xây dựng ở thành phố. Vào ngày 4 tháng 6, trại tập trung Neuengamme trở thành một trại độc lập và việc vận chuyển tù nhân bắt đầu được thực hiện từ khắp các vùng của Đức và ngay sau đó là khắp Châu Âu.
Khi dân số tử vong gia tăng từ năm 1940 đến 1942, một lò hỏa táng được xây dựng trong trại. Cùng năm đó, các tập đoàn dân sự Messap và Jastram mở các nhà máy sản xuất vũ khí tại khu vực trại và sử dụng các tù nhân trại tập trung làm lực lượng lao động. Sau khi cuộc chiến nổ ra ở Stanlingrad, phát xít Đức cầm tù hàng triệu lính Soviets tại hệ thống trại tập trung và tù binh Liên Xô trở thành nhóm tù binh lớn nhất tại Neuengamme, họ cũng nhận nhiều hình phạt và tra tấn hà khắc nhất từ lính SS.

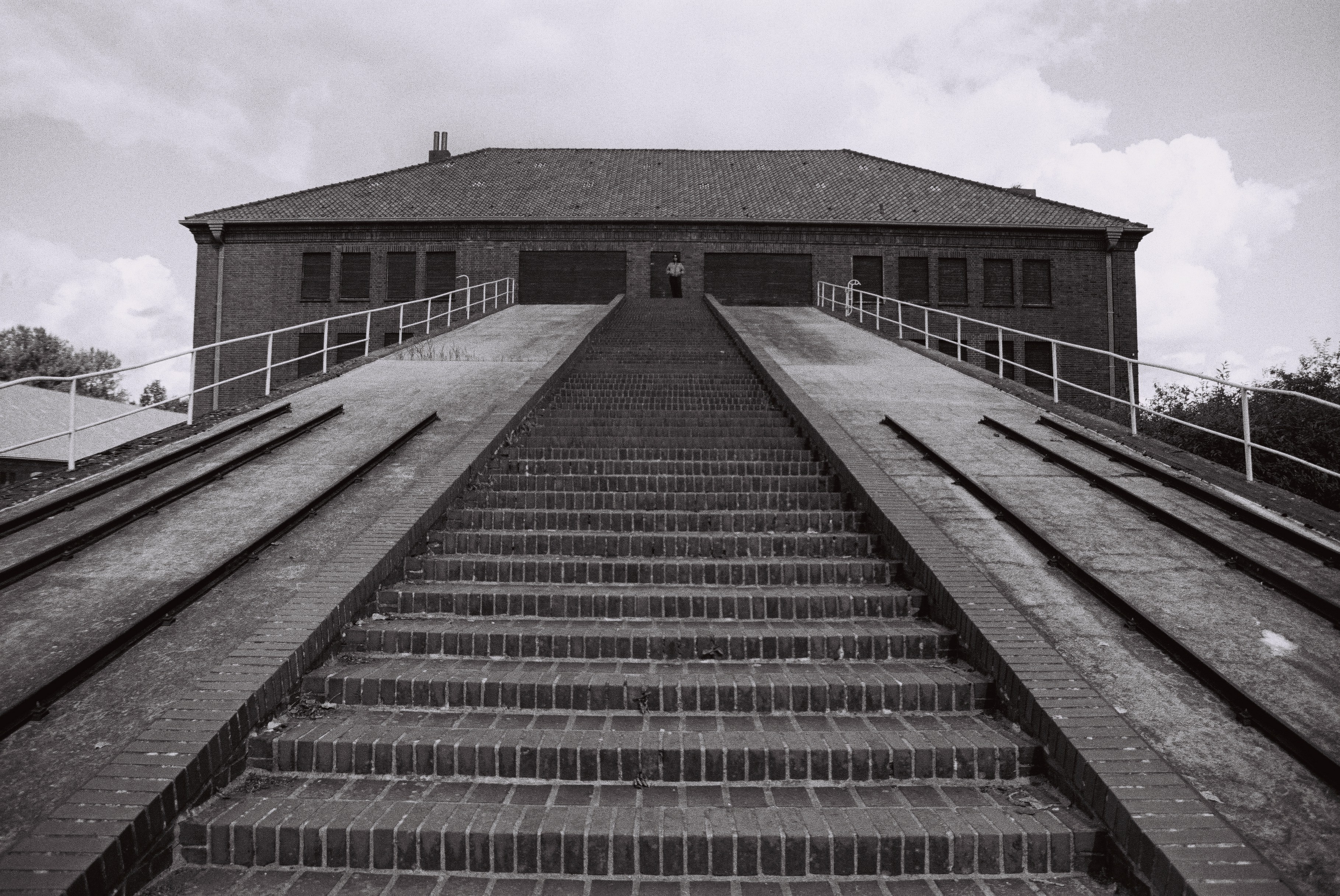
Cửa chính dẫn đến nhà máy gạch Neuengamme, Hamburg. Chụp bởi tình nguyện viên SCI tại trại hè 2018 (Guadalupe Carrilho - Bồ Đào Nha)

Trại vệ tinh đầu tiên Drütte được thành lập tại Salzgitter, và chỉ cần 1 năm sau đó gần 80 trại con khác tiếp nối thành lập.
Cuối năm 1942, con số tử vong đã lên tới 10% hằng tháng. Năm 1943, trại vệ tinh Channel Island of Alderney thành lập. Vào tháng 7 năm 1944, một khu vực đặc biệt của trại được thiết lập dành riêng cho các tù nhân quan trọng của Pháp, bao gồm các đối thủ chính trị và những người chống lại sự chiếm đóng của Đức ở Pháp. Những người tù này bao gồm John William, người từng tham gia vào vụ phá hoại và đánh bom một nhà máy quân sự ở Montluçon. William phát hiện ra giọng hát trời phú của mình trong khi hát cổ vũ các bạn tù tại Neuengamme và tiếp tục sự nghiệp lớn lao với tư cách là ca sĩ của dòng nhạc đương đại và phúc âm. Đến cuối năm 1944, tổng số tù nhân đã tăng lên khoảng 49.000 người, với 12.000 người ở Neuengamme và 37.000 người ở các tiểu khu, trong đó có gần 10.000 phụ nữ tại các trại khác nhau.

### Sơ tán, cuộc hành quân tử thần và cuộc dội boom kinh hoàng Cap Arcona
Vào ngày 15 tháng 3 năm 1945, vận chuyển các tù nhân Scandinavia từ các trại khác của Đức đến Neuengamme bắt đầu, như một phần của chương trình Xe buýt Trắng. Vào cuối tháng đó, các trại tập trung con của Neuengamme bị bỏ trống trong các cuộc hành quân tử thần tới các trại tiếp nhận của Bergen-Belsen và Osnabrück, và vào ngày 8 tháng 4, một cuộc không kích không quân vào chuyến tàu hỏa chở tù nhân đã dẫn đến vụ thảm sát Celle. Lệnh sơ tán trại chính được ban hành vào ngày 19 tháng 4. Trong khoảng thời gian từ ngày 20 đến ngày 26 tháng 4, hơn 9000 tù nhân được xơ tán từ trại chính Neuengamme và chất lên bốn con tàu: tàu chở khách Deutschland và Cap Arcona, và hai tàu hơi nước lớn, SS Thielbek và Athen.
Các tù nhân trên tàu sống không nước và thực phẩm trong vài ngày. Kết luận rằng các con tàu chứa các quan chức Đức Quốc xã đang chạy trốn từ phía Na Uy chứ không phải hàng nghìn tù nhân, Lực lượng Không quân Hoàng gia Hawker Typhoons (RAF) đã ném bom con tàu Thielbek, Cap Arcona và Deutschland vào ngày 3 tháng 5. Tình báo đã không kịp trình báo thông tin rằng đây là các tàu chở tù nhân trại tập trung cho các phi đội đánh boom kịp thời để ngăn chặn cuộc tấn công. Những người sống sót nhảy xuống nước sốt it bị bắn đạn đại bác từ máy bay RAF hoặc không thì bị bắn chết bởi các quan chức Đức Quốc xã.  Hàng nghìn người chết dạt vào bờ biển ngay khi Quân đội Anh chiếm đóng thành công khu vực trên đất liền. Người Anh buộc tù binh Đức và thường dân phải đào mồ chôn người chết. Khoảng 7.100 tù nhân và quan chức đã chết trong cuộc đột kích; chỉ có 450 tù nhân sống sót. 600-700 tù nhân trại tập trung vẫn ở lại trại chính theo lệnh của línhSS để tiêu hủy tất cả các tài liệu buộc tội, tháo dỡ nhiều khu vực của trại và xóa bỏ mọi dấu tích tại địa điểm. Ngày 2 tháng 5 năm 1945, lính SS và những tù nhân cuối cùng rời trại tập trung Neuengamme. Những người lính Anh đầu tiên đến vào ngày hôm sau và khi nhìn thấy một địa điểm hoang tàn đến không dấu tích đã thản nhiên báo cáo rằng trại tập trung này hoàn toàn “trống rỗng”

### Sau Chiến tranh
Trong những tháng đầu tiên sau chiến tranh, trại được sử dụng như một trại di cư của Liên Xô, với tù binh Đức được giam giữ riêng biệt. Vào tháng 6, lực lượng Anh bắt đầu sử dụng địa điểm này làm trại thực tập cho các nhân chứng lịch sử gồm các thành viên SS và các quan chức Đức Quốc xã, được gọi là Trại thực tập dân sự số 6.

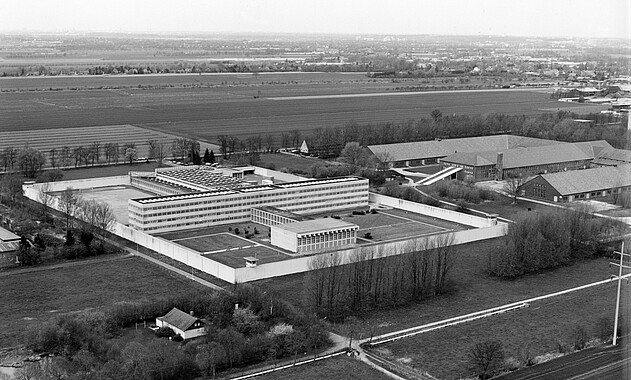
Một góc chụp rộng của nhà tù Neuengamme năm 1969

Trại giam dân sự số 6 bị đóng cửa vào ngày 13 tháng 8 năm 1948, và khu đất trở thành quyền sở hữu của thành phố Hamburg, sau đó thành phố quyết định xây dựng và cải biến khu đất thành một nhà tù trên địa điểm từng là hầm trú ẩn của tù nhân vào năm 1950. Một số tòa nhà ban đầu từ trại cũ được cải tạo sử dụng cho nhiều mục đích khác nhau của nhà tù cho đến khi nhà tù này bị đóng cửa vào tháng 2 năm 2006.

### Phiên tòa xét xử tội ác chiến tranh
Vào ngày 18 tháng 3 năm 1946, phiên tòa xét xử mười bốn quan chức của trại tập trung Neuengamme được tổ chức  trước tòa án quân sự Anh, tại tòa nhà Curiohaus ở Hamburg, Đức. Đây cũng là phiên tòa đầu tiên trong số ba mươi ba phiên tòa sẽ được tổ chức trong vòng 2 năm tới.
Các cựu tù nhân từ sáu quốc gia làm chứng trong phiên xét xử liên quan đến các vụ hành quyết thực hiện trong trại tập trùn, bao gồm cả vụ hành quyết tù binh Liên Xô bị giết bằng khí độc, các thí nghiệm "y tế" được thực hiện trên các tù nhân, và điều kiện sống kinh hoàng cũng như đối xử tàn bạo đối với các tù nhân nói chung.
Các bị cáo bị tuyên án có tội trước tòa án chiến tranh ngày 3 tháng 5 năm 1946. Gồm 11 người kết án tử hình và 3 người lãnh án tù từ 10 đến 20 năm. Vào 8 tháng 10 năm 1946, 11 người bị tuyên án có tội trước Toà Án Neuengamme bị treo cổ bởi người thi hành tên Albert Pierrepoint, người Anh. Những người này là cựu chỉ huy Max Pauly, Tiến sĩ SS Bruno Kitt, Anton Thumann, Johann Reese, Willy Warnke, Tiến sĩ SS Alfred Trzebinski, Heinrich Ruge, Wilhem Bahr, Andreas Brems, Wilhelm Dreimann, và Adolf Speck..

## Khu tưởng niệm Neuengamme ngày nay

### Thay đổi
Trại tập trung Neuengamme trong chiến tranh thế giới thứ II sau này được sử dụng sau chiến tranh như một trại thực tập và sau đó là nhà tù suốt một thời gian dài, vì vậy lịch sử về những hành động tàn bạo xảy ra ở Neuengamme và các tiểu khu trong quá khứ hầu như bị chính thành phố Hamburg và nước Đức lãng quên. Do đó, việc thành lập một đài tưởng niệm là một quá trình dài hạn và rất vất vả do vấp phải sự phản đối mạnh mẽ của người dân và Hội đồng thành phố Hamburg.
Đài tưởng niệm đầu tiên được xây dựng rất đơn giản tọa lạc phía rìa ngoài cùng bên trái (cực bắc) của khu đất lính SS từng sinh sống, trước đây họ từng sử dụng tro từ lò hỏa táng làm phân bón, đài tưởng niệm đầu tiên này cách xa nhà tù đang hoạt động lúc bấy giờ và khu nhà tù nhân cũ của trại tập trung. Sau áp lực căng thẳng từ Amicale Internationale de Neuengamme, tổ chức đại diện cho tất cả các cựu tù nhân, đài tưởng niệm sau đó được mở rộng vào năm 1965. Năm 1981, một tòa nhà triển lãm (tiếng Đức: Dokumentenhaus) được thêm vào, và triển lãm đầu tiên về lịch sử của Trại tập trung Neuengamme được khánh thành. Tất cả các công trình tưởng niệm vẫn bị cắt rời khỏi phần chính của trại tập trung cũ bao gồm doanh trại, nhà máy gạch và các khu làm việc tử thần. Năm 1984, các cuộc biểu tình đã ngăn chặn thành công việc phá dỡ nhà máy sản xuất gạch và một số tòa nhà lịch sử quan trọng từ trại tập trung (được chỉ định là di sản). Năm 1995, nơi từng là nhà máy sản xuất vũ khí của công ty Walther được sửa đổi thành một triển lãm thường niên và tòa nhà triễn lãm (Dokumentenhaus) được tu sửa thành Nhà tưởng niệm. Một bảo tàng mới được mở vào năm 2005. Sau nhiều thập kỉ của nổ lực từ những người sống sót qua trại tập trung tử thần và các nhà hoạt động xã hội, ủng hộ hòa bình để tạo áp lực lên thành phố, cuối cùng Thượng viện thành phố Hamburg đã phải di dời hai nhà tù đang tọa lạc trên địa điểm từng là trại tập trung Neuengamme vào năm 1989, mãi đến năm 2003 và 2006, 2 khu nhà tù mới chính thức được di dời thành công. Nhờ vậy, toàn bộ khu đất từng là trại tập trung Neuengamme trong chiến tranh thế giới Thứ II chính thức trở thành một khu tưởng niệm và chỉ dành cho mục đích ghi nhớ, giáo dục và lịch sử năm 2007.
Trong khi nhiều thập kỷ bị áp lực từ những người sống sót và các nhà hoạt động xoay xở để thuyết phục Thượng viện Hamburg di dời hai nhà tù đứng trên địa điểm trại tập trung cũ vào năm 1989, thì đến năm 2003 và 2006, chúng mới chính thức được chuyển ra khỏi địa điểm. Do đó, toàn bộ khu đất chỉ được đưa vào khu tưởng niệm vào năm 2007.

### Vị trí khu vực tưởng niệm
Đài tưởng niệm Trại tập trung Neuengamme (tiếng Đức: KZ-Gedenkstätte Neuengamme), mở cửa vào năm 2008, tọa lạc tại Hamburg-Bergedorf tại Jean-Dolidier-Weg 75, được đặt theo tên một nhà hoạt động người Pháp không thể thiếu trong việc thành lập đài tưởng niệm. Với diện tích 57 ha, khu tưởng niệm Neuengamme là một trong những khu tưởng niệm lớn nhất ở Đức.
Khu tưởng niệm nằm về phía đông nam của trung tâm Hamburg-Bergedorf ở Hamburg-Neuengamme, nửa về hướng Zollenspieker. Dẫn đến đường cao tốc A 25, ra khỏi Hamburg Curslack hoặc Bundesstraße (tiếng Đức là "đường cao tốc liên bang") 5 qua đường Curslacker Heerweg. Có sẵn bản đồ về tình hình và cấu trúc.

### Nơi tang lễ toàn thế giới
Dokumentenhaus (Nhà tưởng niệm) nằm ở phần phía bắc của khu đất. Tại nhà tưởng niệm, bạn có thể tra kiếm tài liệu, hồ sơ về cái chết, mô hình của trại tập trung và sơ đồ vận hành chung của trại.
Nơi để tang quốc tế được biểu tượng hóa bằng kiến trúc bằng bằng 1 cột lớn (biểu tượng của lò hỏa táng). Một lối đi bộ dẫn đến nơi để tang, phía bên phải là những tấm biển có tên của tất cả các quốc gia nơi các tù nhân đến. Tác phẩm điêu khắc của một tù nhân sắp chết của Françoise Salmon tạo ấn tượng về nỗi đau, bạn khó có thể phân biệt được bức điêu khắc này là nam hay nữ, vì tác giả muốn biểu đạt một nỗi đau tinh thần tột cùng, vượt qua nổi đau thể xác - tù nhân bị tước đoạt đi quyền làm người, giới tính và cái tôi cá nhân niêu giữ giá trị và tinh thần của họ. Điều này cũng từ từ tra tấn và giết chết họ trong trại tập trung.

### Gỗ tưởng niệm trên khu vực làm vườn của trại tập trung cũ
Phía bắc của nhà tang lễ Quốc tế (tiếng Đức: Internationales Mahnmal) một con đường tròn dẫn qua khu gỗ tưởng niệm trên khu vực làm vườn của trại tập trung trước đây. Đá tưởng niệm, tác phẩm điêu khắc và tượng đài được dựng lên ở đó. Thông tin được cung cấp bằng các ngôn ngữ Đức, Pháp và Anh. Nơi đây chứng kiến và cũng là nơi tôn kính, và thương tiếc những nhân vật lịch sử - những nhóm người bị đàn áp, người bị trục xuất, các tù nhân và những người bị sát hại trong chiến tranh thế giới thứ II.

#### Nghĩa trang và đài tưởng niệm bên ngoài khuôn viên trại tập trung Neuengamme
Ba trong số các trại vệ tinh Neuengamme cũng được coi là đài tưởng niệm chung: Bullenhuser Damm, Poppenbüttel và Fuhlsbüttel. Đầu tiên trong số này là đài tưởng niệm 20 trẻ em bị sát hại sau cuộc thử nghiệm y học trong trại chính. Nơi thứ hai là một tiểu khu cũ của Neuengamme ở Hamburg-Sasel, nơi những phụ nữ Do Thái từ khu ổ chuột Lodz ở Ba Lan bị chuyển đến và buộc phải làm việc trong lĩnh vực xây dựng. Khu thứ ba nằm bên trong cổng của trại giam Fuhlsbüttel. Các phần của khu phức hợp này từng là trại tập trung cho những người cộng sản, những người chống đối chế độ và nhiều nhóm khác. Khoảng 450 tù nhân đã bị giết ở đó trong thời kỳ cai trị của Đức Quốc xã.

## Tù nhân tại trại tập trung Neuengamme - chiến tranh thế giới thứ II

### Cuộc sống trong trại tập trung

#### Đói

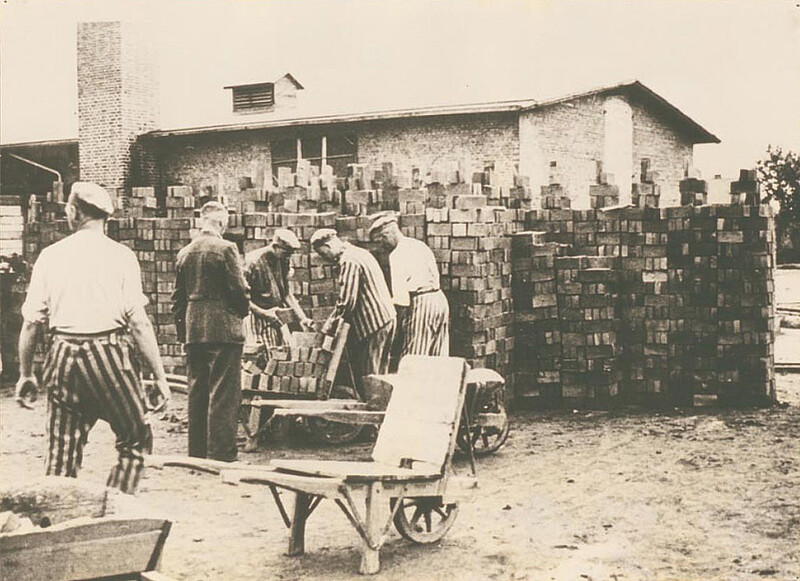
Các tù nhân làm việc tại nhà máy sản xuất gạch trong trại tập trung Neuengamme, Hamburg, Đức

Cái đói giành giựt sự sống và là chủ đề được nhắc đến nhiều nhất trong tất cả các trại tập trung. Thức ăn được cung cấp cho các tù nhân chiến trang thiếu thốn khủng khiếp đến mức hầu hết các tù nhân đều chết trong vòng ba tháng sau khi đến. Các phần ăn ít ỏi sẵn có có thì chất lượng kém và thường không ăn được. Căn bệnh gây chết người nhiều nhất trong trại là bệnh kiết lỵ. Nhiều tù nhân đã cố gắng lấy thực phẩm một cách bất hợp pháp, và những người khác đã cố gắng sống sót nhờ những gói thực phẩm từ người thân và Hội Chữ thập đỏ. Tuy nhiên, chỉ một số nhóm tù nhân được phép nhận bất kỳ thư từ gia đình hoặc tổ chức quốc tế nào (những người này hoặc là tù nhân có giá trị lợi dụng tại trại tập trung nhưng những người vận hàng lò gạch, bác sĩ...).

#### Quần áo
Quần áo của tù nhân ban đầu bao gồm đồng phục sọc xanh trắng được làm bằng chất liệu kém chất lượng. Giày dép là vô cùng thô sơ kết cấu đơn giản gồm đế gỗ nối liền các mảnh vải hoặc da làm thành quai. Tên tuổi không còn quan trọng và trở nên vô nghĩa, mỗi tù nhân được đánh số và được phân biệt bằng một hình tam giác với các màu khác nhau. Dựa trên số và hình tam giác, người ta có thể biết được lý do họ bị cầm tù. Hai thông tin này được khâu vào áo khoác và quần của họ. Vào năm 1943, quần áo thường dân hầu hết đến từ các trại đày ải, bắt đầu được trao cho các tù nhân. Những bộ quần áo này được đánh dấu ở mặt sau bằng những dải vải may hoặc dấu X lớn bằng sơn màu vàng để xác định những người mặc là tù nhân, đề phòng họ trốn thoát.

#### Nhà ở
Thời gian đầu, các tù nhân ngủ trên sàn nhà trong những doanh trại gỗ chật chội, mỗi trại gồm hai dãy nhà. Năm 1941, giường tầng ba tầng, tủ đựng đồ, bàn và ghế dài đã được lắp đặt trong các dãy nhà. Hơn 300, và thậm chí đôi khi có tới 600 tù nhân thường bị nhồi nhét cùng nhau trong mỗi dãy nhà dài 50 m và rộng 8 m. Vào năm 1943 và 1944, hai tòa nhà bằng gạch với bốn dãy nhà dành cho 500 đến 700 tù nhân, mỗi tòa nhà được dựng lên. Từ năm 1944 đến khi chiến tranh kết thúc, các giường tầng được chia sẻ bởi hai, thậm chí ba tù nhân theo quy định. Tình trạng quá đông đúc này khiến các tù nhân không thể có được một giấc ngủ đàng hoàng. Khu nhà ngủ cũng nồng nặc mùi mồ hôi và phân, vì các thiết bị vệ sinh hạn chế và nhiều tù nhân bị rối loạn tiêu hóa. Sự riêng tư trở nên xa xỉ. Những tù nhân khỏe hơn thường tìm được chỗ ngủ tốt nhất.

#### Hoạt động thường nhật
Cuộc sống trong trại là một cuộc đấu tranh sinh tồn không ngừng, đến từng chi tiết nhỏ nhất. Một trong số ít tài sản mà tù nhân được phép có - bát ăn của họ, đã gỉ và chỉ có thể rửa bằng nước lạnh.
Các tù nhân bám viếu vào tình bạn và các mối quan hệ trong các cộng đồng nhỏ. Các hoạt động trí tuệ cũng như những hoạt động giải trí hiếm hoi như các hoạt động văn hóa:  vẽ, khắc gỗ, nói chuyện về văn học, ngâm thơ hoặc các bài hát đã giúp họ duy trì ý chí tồn tại của mình.